# Skołuba

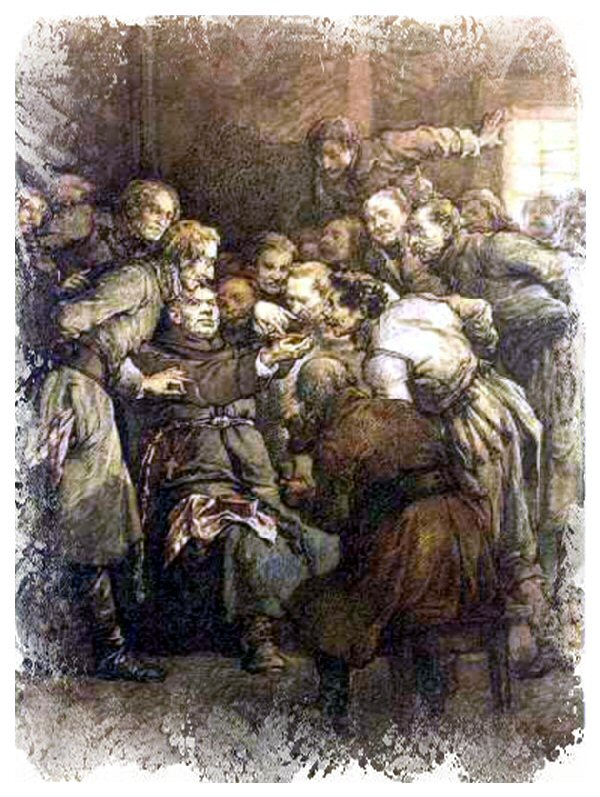
Ilustracja z czwartej księgi Pana Tadeusza

Skołuba – postać z opery Straszny dwór Stanisława Moniuszki oraz poematu Pan Tadeusz Adama Mickiewicza.
W operze Moniuszki postać ta wykonuje partie basem. Były żołnierz oraz klucznik Miecznika, aktywnie uczestniczący w myśliwskim sporze z II aktu oraz intrydze autorstwa Damazego i panien. Znany przede wszystkim ze swojej Arii Skołuby. Do najbardziej znanych śpiewaków wcielających się w rolę Skołuby należy m.in. Bernard Ładysz.
U Mickiewicza pojawia się w księdze czwartej Dyplomatyka i łowy. Jest tam jednym ze szlachetków uczestniczących w rozmowie w karczmie przed polowaniem. Szlachta zażywszy z tabakiery Robaka, wyraża swoje poglądy.